# Скіту-Матей
Скіту-Матей (рум. Schitu-Matei) — село у повіті Арджеш в Румунії. Входить до складу комуни Чофринджень.
Село розташоване на відстані 141 км на північний захід від Бухареста, 35 км на північний захід від Пітешть, 104 км на північний схід від Крайови, 103 км на південний захід від Брашова.

## Населення
За даними перепису населення 2002 року у селі проживала 201 особа, з них 200 осіб (99,5%) румунів. Рідною мовою 200 осіб (99,5%) назвали румунську.